# Mateřská shoda
Mateřská shoda je jedenáctý díl třetí řady amerického televizního seriálu Teorie velkého třesku. V této epizodě hostuje Christine Baranski. Režisérem epizody je Mark Cendrowski.

## Děj
Na Vánoce přijíždí na návštěvu Leonardova matka Beverly (Christine Baranski), což opět Leonarda nijak zvlášť netěší, naopak Sheldon je nadšený. Penny se na Leonarda zlobí, že jí neřekl o matčině návštěvě, stejně tak se matka zlobí na Leonarda, že jí neřekl o vztahu s Penny. Nakonec se i Leonard zlobí, že Sheldon ví o životě Leonardových rodičů víc, než on sám.

## Obsazení
| Johnny Galecki     | Leonard Hofstadter |
| Jim Parsons        | Sheldon Cooper     |
| Kaley Cuoco        | Penny              |
| Simon Helberg      | Howard Wolowitz    |
| Kunal Nayyar       | Raj Koothrappali   |
| Christine Baranski | Beverly Hofstadter |